# Mildura
Mildura es una ciudad en el noroeste del estado de Victoria, Australia. Se encuentra en la región de Sunraysia, sobre la orilla izquierda del río Murray, que la separa de Nueva Gales del Sur. Su población es de 51,903 personas (2018).

Mapa de la cuenca del río Darling en el que aparece Mildura, sobre la orilla izquierda del río Murray

Mildura es un importante centro agrícola, que se destaca por su producción de uva, la cual representa el 80% de la producción de uvas de  Victoria. Numerosas bodegas se abastecen con uvas de Mildura.
Su nombre hace referencia a un antiguo rancho denominado Mildura, que se dedicaba a la explotación de ganado ovino.
El distrito comercial central de la ciudad está situado a poca distancia de las orillas del Murray. La Avenida Langtree es la principal zona de tiendas y restaurantes de Mildura, y la parte central de la calle es un centro comercial peatonal.

## Clima
Se distingue Mildura por haber alcanzado la temperatura ambiente de 50.8 °C, el 6 de enero de 1906.